# Johann Parler der Ältere

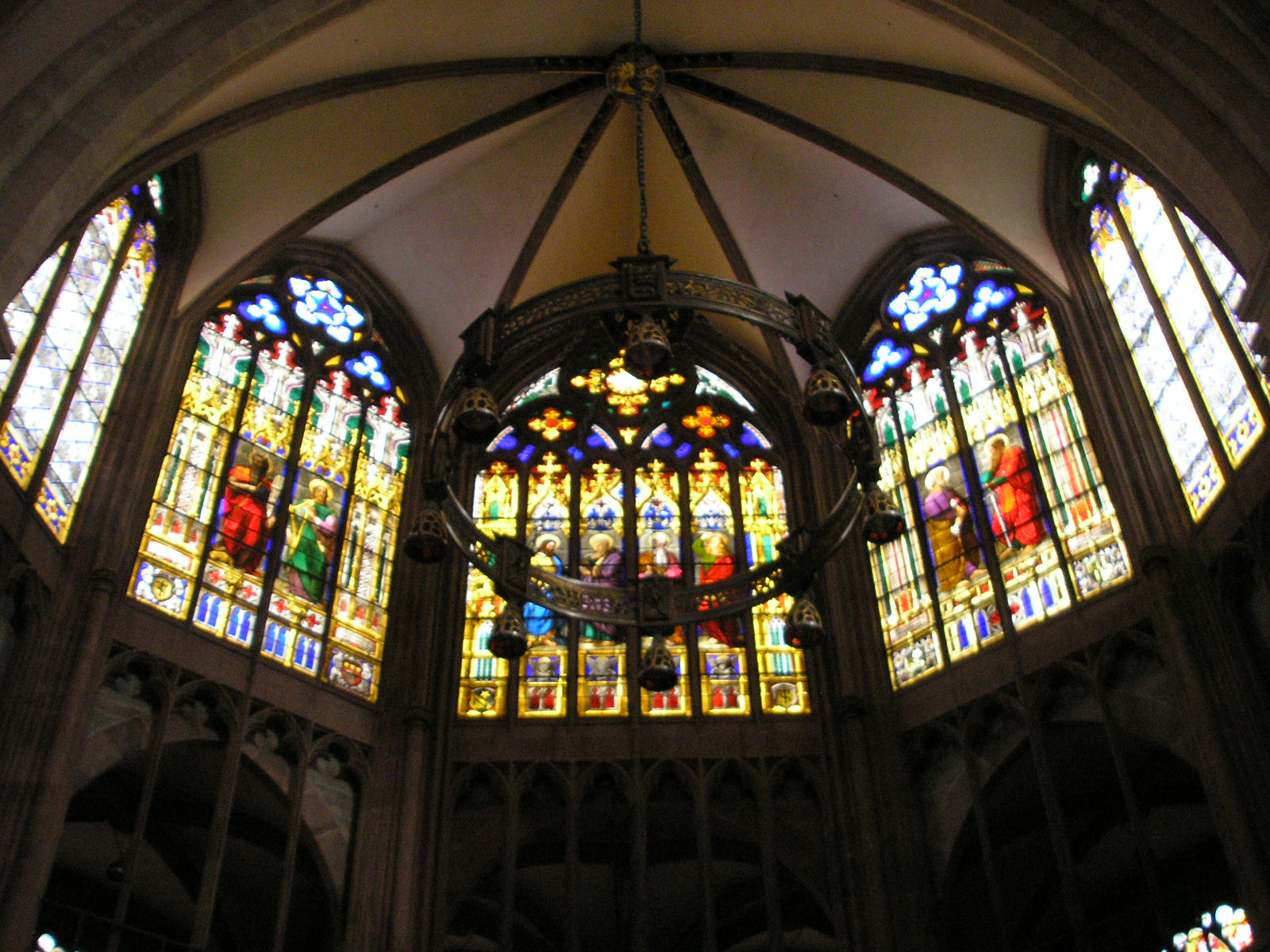
Der nach dem Erdbeben von 1356 erneuerte Chorobergaden des Basler Münsters

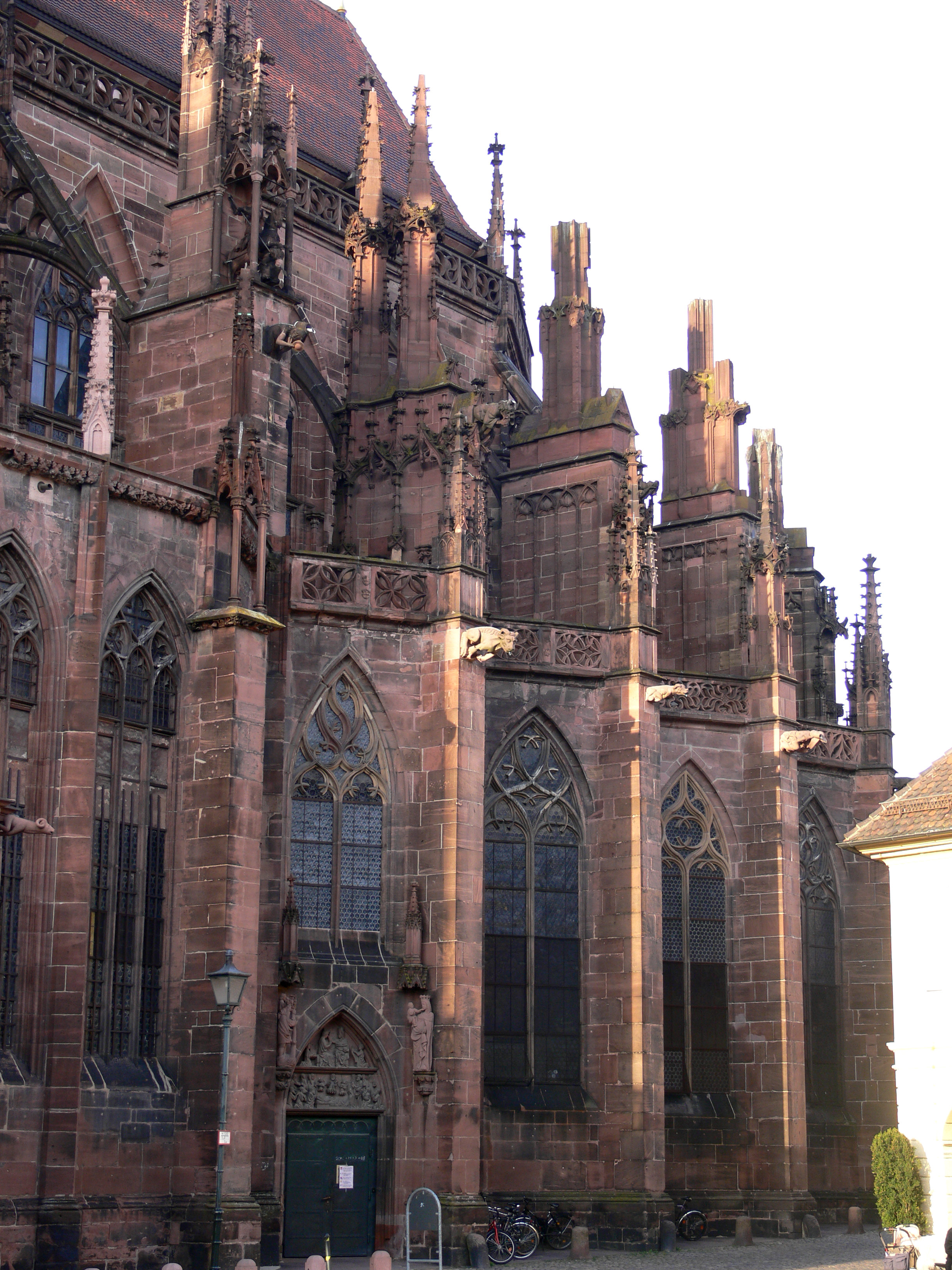
Der Chor des Freiburger Münsters, links die Sakristei

Johannes von Gmünd (* um 1320/30 vermutlich in Schwäbisch Gmünd; † nach 1359) war ein deutscher Baumeister der Gotik, der wahrscheinlich der Familie Parler angehörte. Er war vielleicht der älteste Sohn des Baumeisters und Architekten Heinrich Parler und Bruder von Michael und Peter Parler. Daher wird er teilweise Johann(es) Parler der Ältere genannt.
Urkundlich sicher waren Johannes von Gmünd und seine Frau Katharina zwischen 1357 und 1359 in Basel. Er leitete dort die durch das Basler Erdbeben 1356 notwendig gewordenen Wiederherstellung des Münsters, insbesondere des Chores.
Am 8. Januar 1359 wurde Johannes von Gmünd als „ein Bürger von Friburg“, zur Leitung des 1354 begonnenen Chorneubaues am Münster in Freiburg im Breisgau als Werkmeister auf Lebenszeit eingestellt. An der erhaltenen Urkunde hängt Johannes’ Siegel mit dem Winkelhaken. Das Zeichen tritt auch an der Büste Peter Parlers im Prager Veitsdom auf und gilt daher als Beleg für Johannes’ Zugehörigkeit zur Parlerfamilie. Johannes hatte bereits zuvor am Freiburger Chor gearbeitet. Sein Anteil am Bau ist im Einzelnen ungesichert. Ob der ungewöhnliche Plan des Chores mit dem Kapellenkranz und einem Mittelpfeiler anstatt einer Scheitelkapelle auf ihn zurückgeht, ist umstritten. Die auf der Südseite bei der ehemaligen Nicolaus-Kapelle angebaute, zweigeschossige Sakristei mit dem Blattfries am Hauptgesims stellt möglicherweise eine frühe Bauphase des Chores dar. Wie lange Johannes von Gmünd tätig war, lässt sich nicht genau feststellen. Die Aufstockung der „Hahnentürme“ genannten Osttürme könnte noch von seiner Werkstatt vorgenommen worden sein.

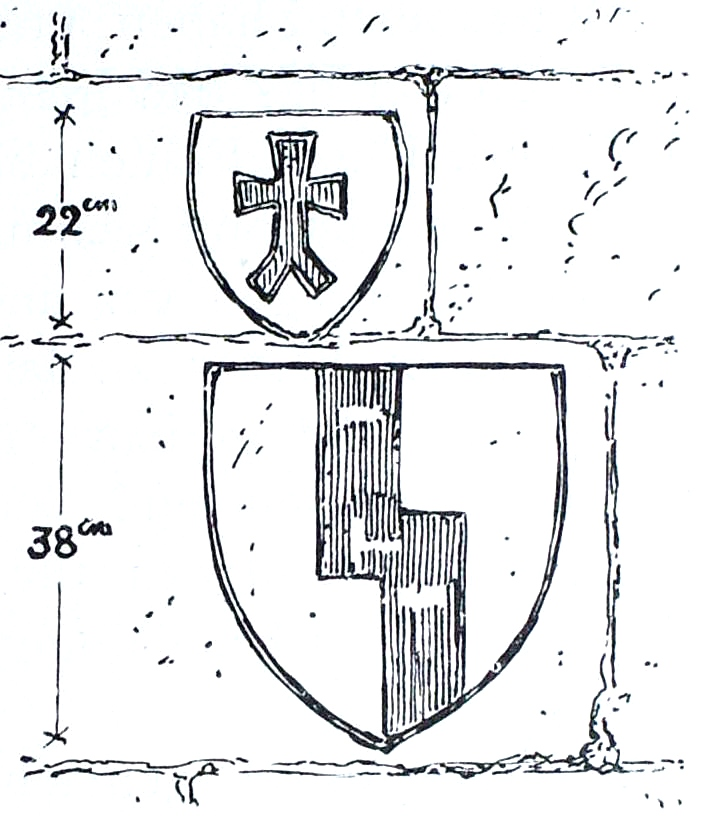
Winkelhaken-Wappen unter dem der Münsterbauhütte am Freiburger Münster. Der Bezug zu Johannes von Gmünd ist nicht gesichert

Weitere Werke werden Johannes zugeschrieben:
Wegen seiner Herkunft aus Gmünd und seiner angenommenen Zugehörigkeit zur Parlerfamilie wird vermutet, dass er nach dem Tod Heinrich Parlers den Chorbau des Heilig-Kreuz-Münsters in Schwäbisch Gmünd übernommen habe.
Nach Eduard Paulus war er am Bau des 1343 bis 1348 ausgeführten Chores im Kloster Zwettl beteiligt, da der Grundriss des Chores in Zwettl und seines Kapellenkranzes sich mit dem des Chores des Heilig-Kreuz-Münsters in Schwäbisch Gmünd decke.

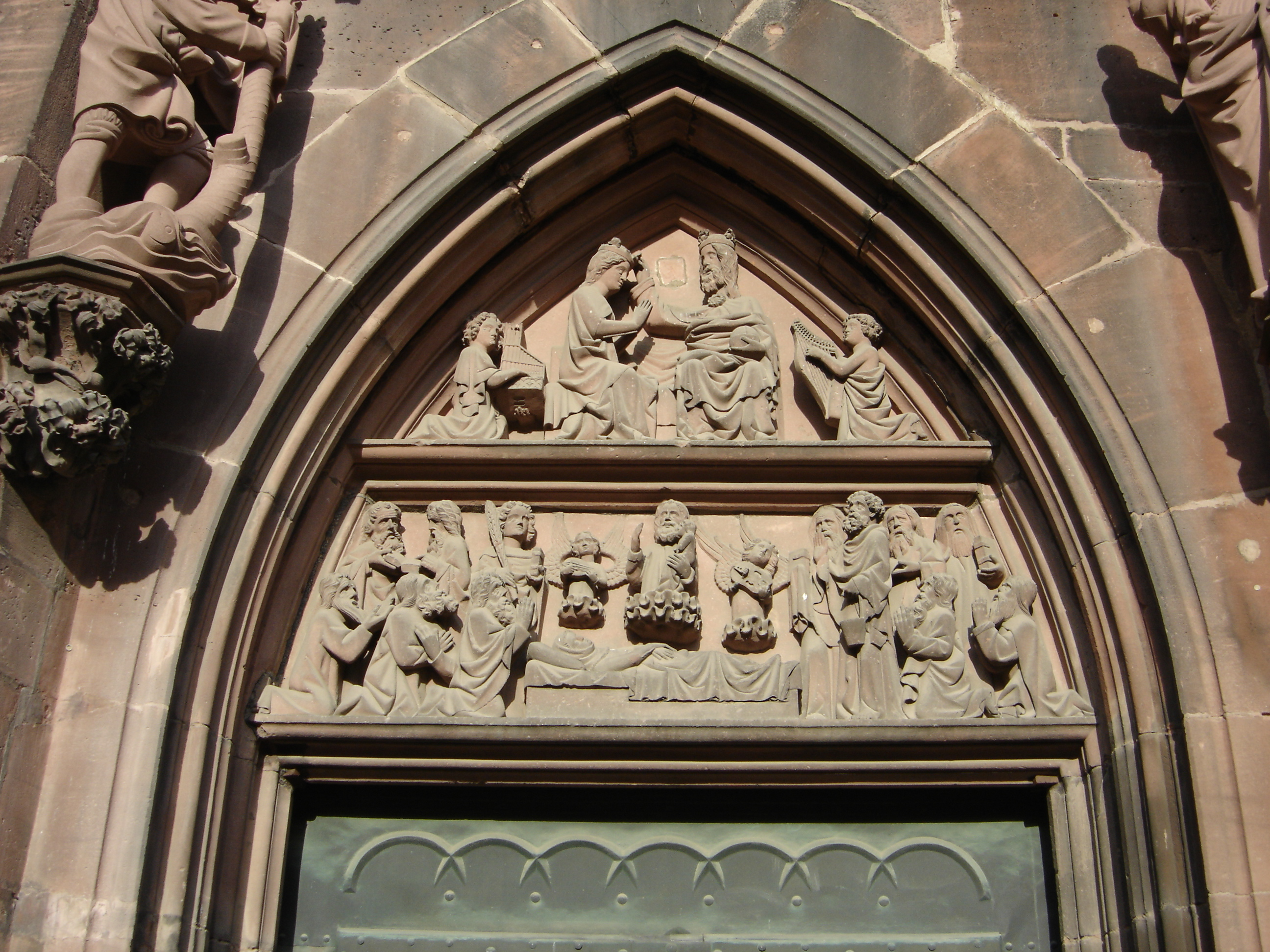
Südportal des Freiburger Münsters

Ob Johannes von Gmünd auch als Bildhauer tätig war, ist nicht belegt. In die Zeit seiner Freiburger Aktivität fallen die beiden figurengeschmückten Chorportale.

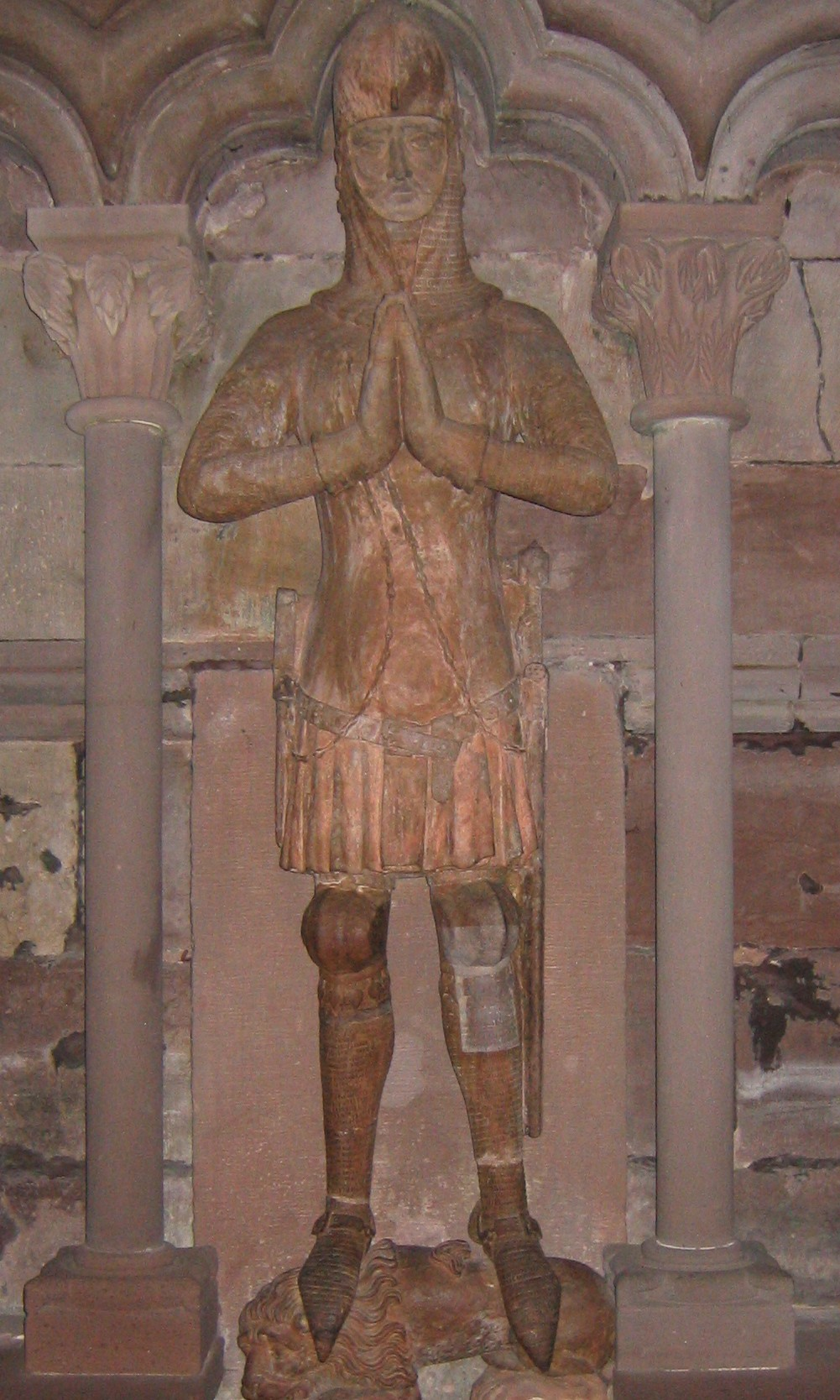
Vermeintliches Grabmal Bertholds V. im Freiburger Münster

Aus seiner Bauhütte stammt auch die vermeintliche Tumba Bertholds V., die jedoch einen der Grafen von Freiburg zeigt, vermutlich Friedrich († 1356). Nach Kurt Bauch soll unter anderem dieses Grabmal Johanns jüngeren Bruder Peter später zu seinen Grabmälern für die Přemysliden im Prager Veitsdom inspiriert haben.

## Mögliche Nachkommen
Die Verwandtschaft der folgenden Personen mit Johannes ist nicht gesichert.
- Meister Michael von Freiburg, Werkmeister des Straßburger Münsters 1383–1385, vermutlich nach dem Onkel Michael benannt.
- Meister Johann von Freiburg, unter dem Namen Giovanni da Firimburg 1390 als einer der deutschen Werkmeister am Dom zu Mailand genannt und wahrscheinlich identisch mit dem dort erwähnten „Johann dem Deutschen“, dagegen zu unterscheiden von dem Anni (Annes, = Hans) de Fernach daselbst. Ein Sohn des Johann von Freiburg könnte sein: Meister Pietro di Giovanni, aus Freiburg gebürtig, Oberhaupt der Hütte am Dombau zu Orvieto 1402[9]